# Биркенфелд (Нахе)
Биркенфелд (њем. Birkenfeld) град је у њемачкој савезној држави Рајна-Палатинат. Једно је од 96 општинских средишта округа Биркенфелд. Према процјени из 2010. у граду је живјело 6.795 становника. Посједује регионалну шифру (AGS) 7134010.

## Географски и демографски подаци
Биркенфелд се налази у савезној држави Рајна-Палатинат у округу Биркенфелд. Град се налази на надморској висини од 410 метара. Површина општине износи 13,6 km².

## Становништво
У самом граду је, према процјени из 2010. године, живјело 6.795 становника. Просјечна густина становништва износи 500 становника/km².

## Међународна сарадња
| Мјесто | Држава    | Врста сарадње | Од    |
| ------ | --------- | ------------- | ----- |
| Боргер | Холандија | контакт       | 2000. |
| Извор  |           |               |       |